# مؤسسة الغذاء المناسب للدماغ
مؤسسة الغذاء المناسب للدماغ (Food for the Brain Foundation) هي حملة تعليمية غير ربحية، تم إنشاؤها من قِبل مجموعة من اختصاصيي التغذية، والأطباء، وأطباء الأمراض العقلية، واختصاصيي علم النفس، والمعلمين والعلماء لتعزيز الصلة بين التغذية والصحة العقلية. وهي عبارة عن مبادرة بقيادة باتريك هولفورد (Patrick Holford)، الرئيس التنفيذي لها.
ونالت المؤسسة شعبية مع الدراسة التجريبية التي أجرتها في عدد من المدارس البريطانية والتي حاولت تحسين أداء الأطفال عن طريق تحسين التغذية. وقد حظيت الحملة بالإشادة لإظهارها التحسن الهائل في سلوك وأداء التلاميذ  وبالنقد لكونها غير علمية ومشجعة على الأنظمة الغذائية التي تعد من التقليعات الحديثة.
وتتمثل مهمتها في رفع مستوى الوعي بالصلة القائمة بين التعلم والسلوك والصحة النفسية والتغذية. كما يسعون أيضًا إلى توفير المواد التعليمية للهيئات ذات الصلة.

## حملة المدارس
كانت أشهر حملة أطلقتها مؤسسة "الغذاء من أجل سلامة العقل" هي الدراسة التجريبية التي أجرتها المؤسسة في مدرسة كريكيت جرين الخاصة في ميرتون، لندن. واستمرت هذه الدراسة سبعة أشهر اتبع التلاميذ خلالها "نظامًا غذائيًا يوميًا يتمثل في تناول سلسلة من المكملات الغذائية من الأحماض الدهنية الذي يُسمى باسم "eye q"، وهو مزيج من زيت الأسماك أوميغا-3 وزيت نبات زهرة الربيع أوميغا-6 ونظام غذائي متوازن ونظام تدريبات جديد وفيتامينات متعددة. وقد حوَّلتْ الدراسة من سلوك الطلاب في المدرسة، مع تراجع المشاكل النفسية الجسدية بنسبة 25%. وجارٍ تنفيذ دراسة مماثلة، يتبعها برنامج ITV للأحداث الجارية الليلة مع تريفور ماكدونالد (Tonight with Trevor MacDonald)، في مدرسة تشاينهام بارك باسينجستوك. وتم وصف هذا بأنه (نجاح هائل)، مع تحسن سلوك الطلاب بشكل ملحوظ.
ومع ذلك، تم انتقاد الدراسات أيضًا. وقالت كاثرين كولينز (Catherine Collins) التي تعمل بمستشفى سانت جورج فيلندن إن إحدى التلميذات في دراسة ميرتون قد "عانت مشاكل في النوم وانخفاض الوزن كنتيجة للنصيحة التي قدمها لها [السيد هالفورد]. وتم انتقاد الدراسة باعتبارها غير علمية، مع "انتقاء أفضل النتائج" وكون الآثار مجرد "دواء وهمي". ويرفض هولفورد والمؤسسة بعضًا من هذه الادعاءات. ويدعي هولفورد أن الطالبة في دراسة ميرتون قد استعادت وزنها المفقود، الذي يرجعه إلى انخفاض في جرعة الغلوتين، بعدما كشفت الفحوصات أنها كانت تعاني من "حساسية الغلوتين". ويقول إن سلوكها العام وصحتها قد تحسنت أثناء الدراسة.

## كتابات أخرى
- Food for the Brain Foundation homepage